# FC Klaipėda
Futbolo Klubas Klaipėda var en fodboldklub fra den litauiske by Klaipėda.

## Historie
Klubben blev stiftet i 2009 og gik konkurs i 2011.

## Klub farver
| FC Klaipėda | FC Klaipėda |

## Historiske slutplaceringer
| Sæson | Niveau | Liga   | Placering | Kilder |
| ----- | ------ | ------ | --------- | ------ |
| 2010  | 1.     | A lyga | 8.        | [ 2 ]  |
| 2011  | 1.     | A lyga | 12.       | [ 3 ]  |

## Trænere
- Rimantas Skersys, 2010
- Luis Antonio Fereira, 2011